# Banu Fasandjus
Els Banu Fassanjus o Banu Fassanjas (àrab: بنو فسانجس, Banū Fasānjus o بنو فسانجس, Banū Fasānjas) foren una família que dirigia l'administració hereditàriament sota els buwàyhides.
El primer fou Abu-l-Fadl al-Abbàs ibn Fassanjus, notable de Siraz, que va estar al servei de Imad-ad-Dawla i de Muïzz-ad-Dawla i va morir el 953 amb 77 anys. El va succeir el seu fill Abu-l-Fàraj Muhàmmad que a la mort del visir al-Muhal·labí va ocupar les seves funcions però sense el títol (963). El 966 fou enviat a Oman per Muïzz-ad-Dawla per conquerir aquest territori. Va tornar a la mort de Muïzz-ad-Dawla i sota Izz-ad-Dawla Bakhtiyar va compatir el càrrec de visir amb Abu-l-Fadl al-Abbàs aix-Xirazí; es va retirar el 970 i va morir el 981. El seu germà Abu-Muhàmmad Alí va ser visir de Xàraf-ad-Dawla (994/985). El fill d'Abu-l-Fàraj Muhàmmad, Abu-l-Qàssim Jàfar (966-1029) fou visir de Sultan-ad-Dawla (1017-1018) i el seu fill Abu-l-Fàraj Muhàmmad (II) conegut com a Dhu-s-Saadat, fou visir de Jalal-ad-Dawla de 1030 fins vers 1044 i després sota Abu Kalidjar fins al 1047 quan el sultà va ordenar la seva detenció i després el va executar (1048) quan tenia 51 anys. El sultà Jalal-ad-Dawla va tenir com a visir a un membre de la família, de nom Abu-l-Fadl al-Abbàs ibn al-Hàssan ibn Jàfar per poc temps en any indeterminat.
El fill d'Abu-l-Fàraj Muhàmmad, Alà-ad-Din Abu-l-Ghanàïm Sad ibn Jàfar ibn Muhàmmad fou visir del darrer sultà buwàyhida Al-Màlik ar-Rahim i segurament exercia el càrrec quan el seljúcida Toghrul Beg va ocupar Bagdad, i va rebre el govern de Wasit (abril del 1056) per combatre a l'emir de la Batiha; va fortificar la ciutat el que el va fer sospitós als seljúcides que van enviar un exèrcit a Wasit dirigit per Abu-Nasr amir de l'Iraq que el van derrotar fora de la ciutat i van fer molts presoners però no van poder ocupar Wasit; llavors es va aliar a al-Bassassirí i va llegir a Wasit la khutba en nom del califa fatimita adoptant la bandera blanca, però Mansur ibn al-Hussayn i Ibn al-Hàytham el van assetjar la primavera del 1057; va fer una sortida sense èxit i es va refugiar a la fortalesa d'Ibn Akhdar, on fou derrotat i fet presoner junt amb el seu germà i altres familiars i portat a Bagdad (abril) i executat per crucifixió, portant gorra cònica amb ostres.